# Santa Fe Springs
Santa Fe Springs ist eine Stadt im Los Angeles County des US-Bundesstaats Kalifornien in den Vereinigten Staaten.

## Bevölkerung
Das U.S. Census Bureau hat bei der Volkszählung 2020 eine Einwohnerzahl von 19.219 ermittelt. Die Stadt liegt etwa 20 Kilometer südöstlich von Los Angeles und gehört zur Metropolregion Greater Los Angeles Area.
| Jahr      | 1960   | 1970   | 1980   | 1990   | 2000   | 2010   | 2020   |
| --------- | ------ | ------ | ------ | ------ | ------ | ------ | ------ |
| Einwohner | 16.342 | 14.750 | 14.520 | 15.520 | 17.438 | 16.223 | 19.219 |

## Städtepartnerschaften
Partnerstädte von Santa Fe Springs sind nach eigenen Angaben
- Navojoa, Sonora, Mexiko
- Tirschenreuth, Bayern, Deutschland

## Persönlichkeiten
- Laura Berg (* 1975), Softballspielerin

## Nachweise
1. ↑  Explore Census Data Total Population in Santa Fe Springs city, California. Abgerufen am 4. Februar 2023.
2. ↑  1980–2020: Volkszählungsergebnisse
3. ↑  https://www.santafesprings.org/civicax/filebank/blobdload.aspx?blobid=3510